# Stara Łomnica
Stara Łomnica (in tedesco Altlomnitz) è un centro abitato della Polonia, frazione della città di Bystrzyca Kłodzka.

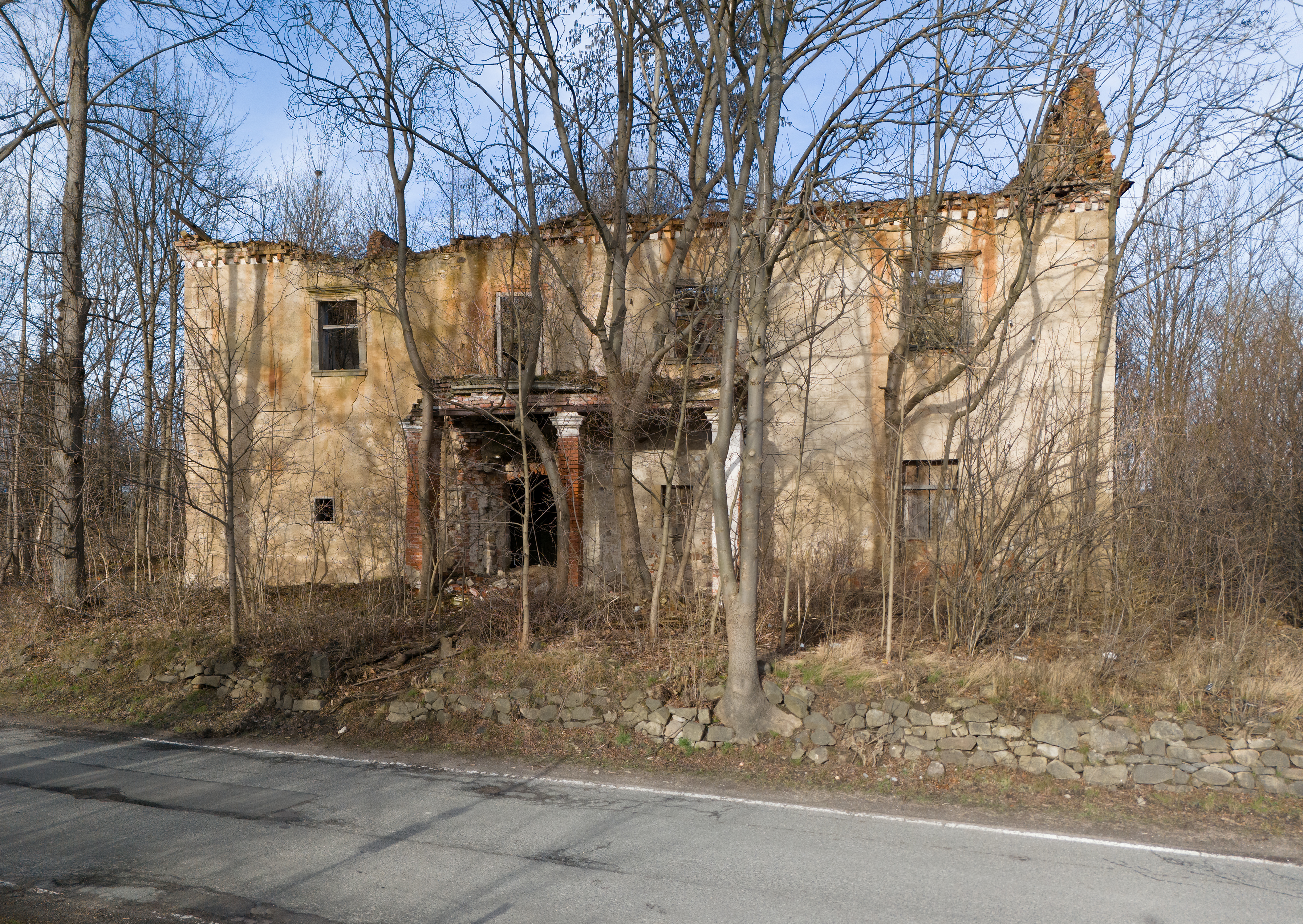